# Paranthura elegans
Paranthura elegans är en kräftdjursart som beskrevs av Menzies 1951. Paranthura elegans ingår i släktet Paranthura och familjen Paranthuridae. Inga underarter finns listade i Catalogue of Life.